# 王小军 (1969年)
王小军（1969年4月—），男，汉族，中华人民共和国政治人物。曾任中国运载火箭技术研究院院长兼党委副书记、第十四届全国政协委员。
2024年1月29日被撤销全国政协委员资格，此前中国运载火箭技术研究院的院长一职已改由中国航天科技集团总经理张忠阳兼任。